# Ligamentos dentados
Los ligamentos dentados o ligamentos de Picón son ligamentos pertenecientes a la anatomía de la médula espinal y al sistema nervioso central.
Se ubican desde el foramen magno a L1. Por las caras laterales de la médula, a igual distancia entre las raíces posteriores y anteriores de los nervios espinales, éstas 21 extensiones membranosas puntiformes de la piamadre, van a insertarse firmemente a la cara interna de la duramadre y aracnoides.

## Importancia clínica
Son utilizados como puntos de referencia para procedimientos quirúrgicos. Facilitan la suspensión de la médula espinal justo en medio del saco dural. En tal función también participan:
- La continuidad con el tronco encefálico
- La presión ejercida por el LCR
- El filum terminale.